# Persone di cognome Morris
| Questa pagina contiene informazioni ricavate automaticamente dalle voci biografiche con l'ausilio del template Bio e di un bot. L'aggiornamento è periodico e automatico e ricostruisce completamente la pagina. Se manca una persona in questa lista, sei pregato di non aggiungerla, ma accertati piuttosto che la sua voce biografica contenga il template Bio e che i dati anagrafici siano correttamente compilati. Se il template Bio manca, inseriscilo tu stesso o, in alternativa, metti l'avviso {{tmp\|Bio}} che ne segnala la mancanza. Se i dati riportati sono sbagliati, correggi direttamente la voce biografica; le modifiche saranno visibili in questa lista entro pochi giorni. Per chiarimenti vedi il progetto antroponimi. La lista contiene solo le 163 persone che sono citate nell'enciclopedia e per le quali è stato implementato correttamente il template Bio. Pagina aggiornata al 7 giu 2025. |

Questa è una lista di persone presenti nell'enciclopedia che hanno il cognome Morris, suddivise per attività principale.

## Allenatori di calcio(5)
- Colin Morris, allenatore di calcio e ex calciatore inglese (Blyth, n. 1953)
- Colin Morris, allenatore di calcio inglese (Worchester, n. 1952 - Birmingham, † 2000)
- Jody Morris, allenatore di calcio e ex calciatore inglese (Londra, n. 1978)
- Johnny Morris, allenatore di calcio e calciatore inglese (Radcliffe, n. 1923 - Manchester, † 2011)
- Peter Morris, allenatore di calcio e ex calciatore inglese (Stockbridge, n. 1943)

## Allenatori di football americano(1)
- Raheem Morris, allenatore di football americano statunitense (Newark, n. 1976)

## Allenatori di pallacanestro(1)
- Robert Morris, allenatore di pallacanestro statunitense (Taylor, n. 1902 - Norristown, † 1986)

## Architetti(1)
- Robert Morris, architetto e scrittore britannico (Twickenham, n. 1703 - Londra, † 1754)

## Artigiane(1)
- May Morris, artigiana e insegnante britannica (Bexley, n. 1862 - Kelmscott, † 1938)

## Artisti(1)
- William Morris, artista e scrittore britannico (Walthamstow, n. 1834 - Londra, † 1896)

## Astiste(1)
- Sandi Morris, astista statunitense (Downers Grove, n. 1992)

## Astisti(1)
- Ron Morris, astista statunitense (Glendale, n. 1935 - Glendale, † 2024)

## Attori(15)
- Lee Morris, attore statunitense (Missouri, n. 1863 - California, † 1933)
- Aubrey Morris, attore britannico (Portsmouth, n. 1926 - Los Angeles, † 2015)
- Chester Morris, attore statunitense (New York, n. 1901 - New Hope, † 1970)
- David Morris, attore britannico (Folkestone, n. 1924 - Watford, † 2007)
- Greg Morris, attore statunitense (Cleveland, n. 1933 - Las Vegas, † 1996)
- Garrett Morris, attore statunitense (New Orleans, n. 1937)
- Howard Morris, attore, regista e doppiatore statunitense (New York, n. 1919 - Los Angeles, † 2005)
- Jeff Morris, attore e comico statunitense (Saint Joseph, n. 1934 - Los Angeles, † 2004)
- Julian Morris, attore britannico (Londra, n. 1983)
- Kirk Morris, attore e culturista italiano (Venezia, n. 1942)
- Lamorne Morris, attore e personaggio televisivo statunitense (Glen Ellyn, n. 1983)
- Phil Morris, attore e doppiatore statunitense (Iowa City, n. 1959)
- Wayne Morris, attore inglese (Stratford upon Avon, n. 1964)
- Wayne Morris, attore statunitense (Brooklyn, n. 1914 - Oakland, † 1959)
- William Morris, attore statunitense (Boston, n. 1861 - Los Angeles, † 1936)

## Attrici(9)
- Anita Morris, attrice e cantante statunitense (Durham, n. 1943 - Los Angeles, † 1994)
- Cassandra Morris, attrice, doppiatrice e scrittrice statunitense (Los Angeles, n. 1982)
- Flora Morris, attrice britannica (n. 1887 - † 1953)
- Haviland Morris, attrice statunitense (Loch Arbour, n. 1959)
- Heather Morris, attrice e ballerina statunitense (Thousand Oaks, n. 1987)
- Jessica Morris, attrice, sceneggiatrice e produttrice cinematografica statunitense (Jacksonville, n. 1979)
- Kathryn Morris, attrice statunitense (Cincinnati, n. 1969)
- Margaret Morris, attrice statunitense (Minneapolis, n. 1898 - Los Angeles, † 1968)
- Sarah Jane Morris, attrice statunitense (Memphis, n. 1977)

## Avvocati(2)
- Charles R. Morris, avvocato, banchiere e scrittore statunitense (Oakland, n. 1939 - Hampton, † 2021)
- John Morris, avvocato e politico britannico (Capel Bangor, n. 1931 - Charlotte, † 2023)

## Bassi-baritoni(1)
- James Morris, basso-baritono statunitense (Baltimora, n. 1947)

## Calciatori(17)
- Josh Morris, calciatore inglese (Preston, n. 1991)
- Aidan Morris, calciatore statunitense (Fort Lauderdale, n. 2001)
- Grenville Morris, calciatore gallese (Builth Wells, n. 1877 - West Bridgford, † 1959)
- Callum Morris, calciatore nordirlandese (Newcastle upon Tyne, n. 1990)
- Carlton Morris, calciatore inglese (Cambridge, n. 1995)
- Christopher Barry Morris, ex calciatore irlandese (Newquay, n. 1963)
- Harry Morris, calciatore inglese (n. 1897 - † 1985)
- Eric Morris, calciatore gallese (Mold, n. 1940 - Wrexham, † 2011)
- Fred Morris, calciatore inglese (Tipton, n. 1893 - Tipton, † 1962)
- Jairo Morris, ex calciatore anglo-verginiano (n. 1977)
- Jordan Morris, calciatore statunitense (Seattle, n. 1994)
- Mark Morris, ex calciatore britannico (Chester, n. 1968)
- Nasief Morris, ex calciatore sudafricano (Città del Capo, n. 1981)
- Ricardo Morris, calciatore barbadiano (n. 1994)
- Ricardo Morris, calciatore giamaicano (n. 1992)
- Shayden Morris, calciatore inglese (Newham, n. 2001)
- Tashreeq Morris, calciatore sudafricano (Città del Capo, n. 1994)

## Canoisti(1)
- Alwyn Morris, ex canoista canadese (Montréal, n. 1957)

## Cantanti(5)
- Karen Mok, cantante, attrice e designer cinese (Hong Kong, n. 1970)
- Keith Morris, cantante statunitense (Los Angeles, n. 1955)
- Nathan Morris, cantante statunitense (Filadelfia, n. 1971)
- Sarah Jane Morris, cantante britannica (Southampton, n. 1959)
- Wanya Morris, cantante statunitense (Filadelfia, n. 1973)

## Cantautrici(4)
- Jenny Morris, cantautrice neozelandese (Tokoroa, n. 1956)
- Kendra Morris, cantautrice statunitense (Lodi, n. 1981)
- Maren Morris, cantautrice e produttrice discografica statunitense (Arlington, n. 1990)
- Rae Morris, cantautrice britannica (Blackpool, n. 1992)

## Cestiste(4)
- Jené Morris, ex cestista statunitense (San Francisco, n. 1987)
- Alexis Morris, cestista statunitense (Beaumont, n. 1999)
- Darxia Morris, ex cestista statunitense (Pasadena, n. 1989)
- Giovanna Morris, cestista italiana (Torino)

## Cestisti(11)
- Dom Morris, ex cestista statunitense (Newark, n. 1990)
- Max Morris, cestista e giocatore di football americano statunitense (Norris City, n. 1925 - Reno, † 1998)
- Chris Morris, ex cestista statunitense (Atlanta, n. 1966)
- Darius Morris, cestista statunitense (Los Angeles, n. 1991 - Los Angeles, † 2024)
- Jamel Morris, cestista statunitense (Gahanna, n. 1992)
- Jaylen Morris, cestista statunitense (Amherst, n. 1995)
- Marcus Morris, cestista statunitense (Filadelfia, n. 1989)
- Markieff Morris, cestista statunitense (Filadelfia, n. 1989)
- Monté Morris, cestista statunitense (Grand Rapids, n. 1995)
- Randolph Morris, ex cestista statunitense (Houston, n. 1986)
- Terence Morris, ex cestista statunitense (Frederick, n. 1979)

## Chirurghi(1)
- Robert Tuttle Morris, chirurgo statunitense (Seymour, n. 1857 - Stamford, † 1945)

## Comici(1)
- Chris Morris, comico, scrittore e regista britannico (Colchester, n. 1965)

## Compositori(2)
- John Morris, compositore statunitense (Elizabeth, n. 1926 - Red Hook, † 2018)
- Trevor Morris, compositore canadese (London, n. 1970)

## Cornisti(1)
- Lawrence Butch Morris, cornista, compositore e direttore d'orchestra statunitense (Long Beach, n. 1947 - New York, † 2013)

## Criminali(1)
- Frank Morris, criminale statunitense (Washington, n. 1926)

## Danzatori(1)
- Mark Morris, ballerino, coreografo e regista teatrale statunitense (Seattle, n. 1956)

## Diplomatiche(1)
- Jill Morris, diplomatica britannica (Chester, n. 1967)

## Direttori della fotografia(1)
- Oswald Morris, direttore della fotografia britannico (Hillingdon, n. 1915 - Dorset, † 2014)

## Doppiatori(1)
- John Morris, doppiatore statunitense (Paris, n. 1984)

## Fotografi(1)
- John G. Morris, fotografo e editore statunitense (Chicago, n. 1916 - Parigi, † 2017)

## Generali(2)
- Edwin Morris, generale britannico (Greenwich, n. 1889 - Normandy, † 1970)
- Louis-Michel Morris, generale francese (Canteleu, n. 1803 - Mostaganem, † 1867)

## Giocatori di baseball(3)
- Akeel Morris, giocatore di baseball statunitense (St. Thomas, n. 1992)
- Jim Morris, ex giocatore di baseball statunitense (Brownwood, n. 1964)
- Jack Morris, ex giocatore di baseball statunitense (Saint Paul, n. 1955)

## Giocatori di curling(1)
- John Morris, giocatore di curling canadese (Winnipeg, n. 1978)

## Giocatori di football americano(11)
- Alfred Morris, giocatore di football americano statunitense (Pensacola, n. 1988)
- Chris Morris, giocatore di football americano statunitense (Lambertville, n. 1983)
- Mercury Morris, giocatore di football americano statunitense (Pittsburgh, n. 1947 - Palm Beach, † 2024)
- Jerome Morris, giocatore di football americano tedesco
- Larry Morris, giocatore di football americano statunitense (Atlanta, n. 1933 - Austell, † 2012)
- Maurice Morris, ex giocatore di football americano statunitense (Chester, n. 1979)
- Quintin Morris, giocatore di football americano statunitense (Richmond, n. 1999)
- Randall Morris, ex giocatore di football americano statunitense (Anniston, n. 1961)
- Rob Morris, ex giocatore di football americano statunitense (Nampa, n. 1975)
- Stephen Morris, giocatore di football americano statunitense (Miami, n. 1992)
- Wanya Morris, giocatore di football americano statunitense (Grayson, n. 2000)

## Giornalisti(2)
- Wesley Morris, giornalista e critico cinematografico statunitense (n. 1975)
- Willie Morris, giornalista e sceneggiatore statunitense (Jackson, n. 1934 - New York, † 1999)

## Hockeisti su ghiaccio(1)
- Derek Morris, ex hockeista su ghiaccio canadese (Edmonton, n. 1978)

## Imprenditori(2)
- Philip Morris, imprenditore britannico (Londra, n. 1835 - Londra, † 1873)
- William Morris, imprenditore britannico (Worcester, n. 1877 - Nuffield, † 1963)

## Informatici(1)
- Robert Morris, informatico, imprenditore e hacker statunitense (Massachusetts, n. 1965)

## Matematici(1)
- Corbyn Morris, matematico britannico (n. 1710 - † 1779)

## Modelle(2)
- Carol Morris, modella statunitense (Omaha, n. 1936)
- Jane Morris, modella britannica (Oxford, n. 1839 - Bath, † 1914)

## Multiplisti(1)
- Glenn Morris, multiplista statunitense (Simla, n. 1912 - Palo Alto, † 1974)

## Musicisti(2)
- Kenny Morris, musicista britannico (Essex, n. 1957)
- Stephen Morris, musicista britannico (Macclesfield, n. 1957)

## Neuroscienziati(1)
- Richard G. Morris, neuroscienziato britannico (n. 1948)

## Pesiste(1)
- Violette Morris, pesista, giavellottista e calciatrice francese (Parigi, n. 1893 - Eure, † 1944)

## Pistard(1)
- Anna Morris, pistard e ciclista su strada britannica (Cardiff, n. 1995)

## Pittori(2)
- George Morris, pittore statunitense (New York, n. 1905 - Stockbridge, † 1975)
- Philip Richard Morris, pittore inglese (Plymouth, n. 1836 - Londra, † 1902)

## Poeti(1)
- Lewis Morris, poeta e politico gallese (n. 1833 - † 1907)

## Politici(2)
- Robert Morris, politico statunitense (Liverpool, n. 1734 - Filadelfia, † 1806)
- Robert Morris, politico e avvocato statunitense (New York, n. 1808 - New York, † 1855)

## Produttori discografici(1)
- Owen Morris, produttore discografico gallese (Caernarfon, n. 1968)

## Pugili(1)
- Charley Morris, pugile britannico (n. 1879 - † 1959)

## Registi(3)
- Ernest Morris, regista inglese (Londra, n. 1913 - Cornovaglia, † 1987)
- Errol Morris, regista statunitense (Hewlett, n. 1948)
- Nick Morris, regista statunitense

## Registi teatrali(1)
- Tom Morris, regista teatrale, drammaturgo e produttore teatrale britannico (Stamford, n. 1964)

## Rugbisti a 15(2)
- Dai Morris, ex rugbista a 15 gallese (Rhigos, n. 1941)
- Dewi Morris, ex rugbista a 15, giornalista e imprenditore britannico (Crickhowell, Galles, n. 1964)

## Sacerdotesse(1)
- Maxine Sanders, sacerdotessa britannica (Cheshire, n. 1946)

## Sceneggiatori(1)
- John Morris, sceneggiatore, produttore cinematografico e regista statunitense

## Sciatori freestyle(1)
- David Morris, sciatore freestyle australiano (Melbourne, n. 1984)

## Scrittori(1)
- Wright Morris, scrittore, saggista e fotografo statunitense (Central City, n. 1910 - Mill Valley, † 1998)

## Scrittrici(2)
- Mary Morris, scrittrice statunitense (Chicago, n. 1947)
- Priscilla Morris, scrittrice britannica

## Scultori(1)
- Robert Morris, scultore statunitense (Kansas City, n. 1931 - Kingston, † 2018)

## Semiologi(1)
- Charles W. Morris, semiologo e filosofo statunitense (Denver, n. 1901 - Gainesville, † 1979)

## Slittinisti(1)
- Taylor Morris, slittinista statunitense (n. 1991)

## Sollevatori(1)
- Hampton Morris, sollevatore statunitense (n. 2004)

## Storici(3)
- Benny Morris, storico e giornalista israeliano (Ein HaHoresh, n. 1948)
- Ian Morris, storico e archeologo britannico (Stoke-on-Trent, n. 1960)
- John Morris, storico inglese (n. 1913 - † 1977)

## Supercentenarie(1)
- Eva Morris, supercentenaria britannica (Newcastle-under-Lyme, n. 1885 - Stone, † 2000)

## Tastieristi(1)
- Paul Morris, tastierista statunitense (Santa Monica, n. 1959)

## Tenori(1)
- Jay Hunter Morris, tenore statunitense (Paris, n. 1963)

## Velisti(2)
- Grae Morris, velista australiano (Sydney, n. 2003)
- Joe Morris, velista statunitense (Annapolis, n. 1989)

## Velocisti(4)
- Andre Morris, ex velocista statunitense (n. 1972)
- Devon Morris, ex velocista giamaicano (n. 1961)
- Ian Morris, ex velocista trinidadiano (Siparia, n. 1961)
- Julius Morris, velocista montserratiano (Plymouth, n. 1994)

## Vescovi cattolici(1)
- William Martin Morris, vescovo cattolico australiano (Brisbane, n. 1943)

## Wrestler(2)
- James Ellsworth, wrestler statunitense (Baltimora, n. 1984)
- Hillbilly Jim, ex wrestler statunitense (Bowling Green, n. 1952)

## Zoologi(1)
- Desmond Morris, zoologo, etologo e illustratore britannico (Purton, n. 1928)